# Theresianum
Theresianum je danas Öffentliche Stiftung der Theresianischen Akademie in Wien - privatna visokoškolska ustanova u Beču. Osnovala ju je Marija Terezija 1746. godine. Te godine je prodala palaču Nova Favorita isusovcima, uz obvezu da u njoj bude formirana škola, tj. akademija koja će pripremati plemiće za državnu službu. Kad je Josip II. 1773. godine ukinuo Družbu Isusovu, škola se zatvara do 1797. godine kad je opet otvorena, za Franje II. U Theresianum su polaznici primani u dobi od 11 godina. Oni su bili najčešće plemići, ali su mogli biti i seljačka djeca, npr. hrvatski graničari. Ovih posljednjih bilo je vrlo mnogo u Theresianumu. Ako su postigli neki viši čin, dobili bi plemstvo, ako bi postali generali, postajali su baruni, ako su pak bili osobito zaslužni kao Josip Jelačić, postajali su grofovima.

## Poznati polaznici Theresianuma
- ban Josip Jelačić
- Petar Preradović
- Josef Radetzky
- Stjepan Sarkotić
- Anton Lipošćak

## Vanjske poveznice
- http://www.theresianum.ac.at/